# Bolszaja Nazarowskaja
Bolszaja Nazarowskaja (ros. Большая Назаровская) – wieś w Rosji, w rejonie wożegodskim obwodu wołogodzkiego. W 2010 r. liczyła 3 mieszkańców.